# Траурни потапници
Траурните потапници (Melanitta) са род сравнително дребни птици от семейство Патицови (Anatidae), разред Гъскоподобни (Anseriformes). Плуват и се гмуркат много добре.

## Разпространение
Гнездят в северните части на Европа, Азия и Северна Америка. Зимува в района на Балканския полуостров (включително и в България), Великобритания, Пиренейския полуостров и южните части на Северна Америка, южна Азия. Обитават езера, морета, океани.
На територията на България могат да се срещнат следните два вида по време на зимуването им:
- Melanitta fusca (Linnaeus, 1758) -- Кадифена потапница
- Melanitta nigra (Linnaeus, 1758) -- Траурна потапница

## Начин на живот и хранене
Обикновено се придържат на няколко километра от брега извън размножителния период. Хранят се предимно с животинска храна, дребни безгръбначни, които улавят гмуркайки се на значителна дълбочина.

## Размножаване
Моногамни птици. Гнездят в близост до водата. Малките се излюпват достатъчно развити за да могат да се придвижват и хранят сами. Годишно отглеждат едно люпило.

## Допълнителни сведения
Защитени са и двата вида, срещащи се на територията на България.

## Списък на видовете
Род Melanitta -- Траурни потапници
- Melanitta deglandi --
- Melanitta fusca (Linnaeus, 1758) -- Кадифена потапница
- Melanitta nigra (Linnaeus, 1758) -- Траурна потапница
- Melanitta perspicillata (Linnaeus, 1758) -- Черна американска потапница[1]